# Gulfport, Mississippi
Gulfport är en stad (city) i Harrison County i delstaten Mississippi i USA. Staden hade 72 926 invånare, på en yta av 165,79 km² (2020). Gulfport är administrativ huvudort (county seat) i Harrison County tillsammans med Biloxi. Staden är den näst största i Mississippi, efter Jackson.

## Ekonomi och infrastruktur
I staden finns militärbasen Naval Construction Battalion Center, som är en av två huvudbaser för flottans ingenjörsförband (Seabees) och som är stadens största arbetsgivare med cirka 5 500 anställda (2018).
Flygplats i området är Gulfport–Biloxi International Airport (IATA: GPT).